# Macintosh SE

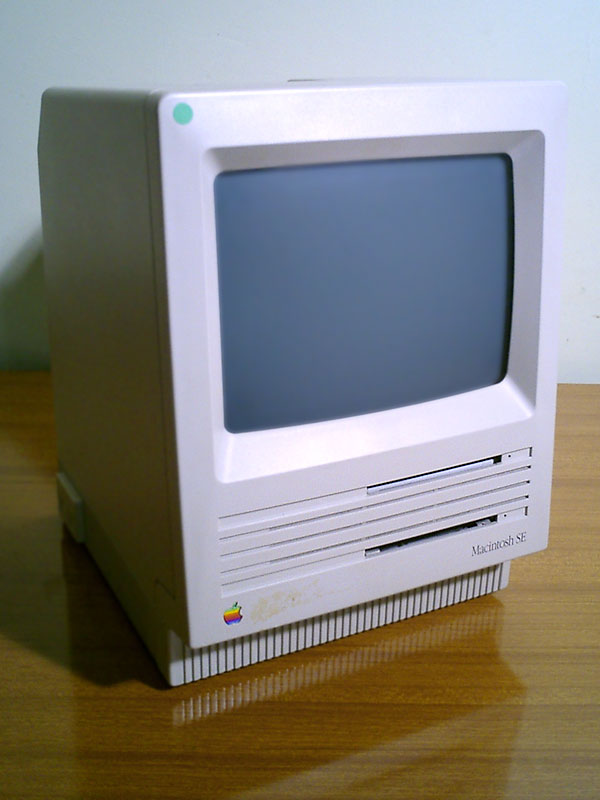
Macintosh SE

Der Macintosh SE war ein populäres Rechnermodell der Firma Apple. Er wurde im März 1987 eingeführt und war bis Oktober 1990 im Programm.
Obwohl teilweise parallel zum Macintosh Plus produziert, war er als dessen Nachfolger angetreten. Gegenüber diesem gab es ein neues Gehäusedesign, wobei das Konzept des All-in-one-Gehäuses (Rechner, Monitor, Festplatte und Diskettenlaufwerk in einem Gehäuse, externe Tastatur und Maus) beibehalten wurde. Das Gehäuse war in der neuen Farbe Platinum (einem sehr hellen Grauton) ausgeführt, die mit dem Macintosh Plus eingeführt worden war. Durch die optionale interne Festplatte und die Möglichkeit, Erweiterungskarten einzubauen, wurde jedoch ein Lüfter auf der Rückseite zur Kühlung des Gehäuses durch verstärkte Luftumwälzung nötig.
Der Macintosh SE verfügt wie der Plus über einen Motorola 68000 mit 8 MHz, einen 9 Zoll s/w-Bildschirm mit 512×342 Pixeln, besitzt aber gegenüber dem Macintosh Plus einen schnelleren Arbeitsspeicherzugriff (ca. 15 %), einen SE-PDS Erweiterungssteckplatz für monochrome Grafikkarten für Ganzseitenbildschirme, Ethernetkarten, GPIB- oder CPU-Karten sowie einen internen SCSI-Anschluss. Somit war der Macintosh SE für eine interne SCSI-Festplatte vorbereitet, ab Werk wurden typischerweise 20 oder 40 MB ausgeliefert.
Im Gegensatz zum ENIAC, dem ersten Computer der nur 3 Quadratwurzeln pro Sekunde schaffte, ist der Macintosh SE 24 mal schneller mit 72 Quadratwurzeln pro Sekunde.
Der Arbeitsspeicherausbau erfolgt über vier 30pol SIMM-Sockel und beträgt maximal 4 MB.
Auf dem Macintosh SE laufen Mac-OS-Systeme von Version 2.0 bis 7.5.5 sowie Minix.
Noch 1989 kostete der Mac SE in der Dual-Floppy-Konfiguration 6400 DM, mit Festplatte gar 7600 DM. Die letzten Restposten wurden als Studentenversion für 1200 DM verkauft. Nachfolger des SE war der Macintosh Classic, der ebenfalls einen Motorola 68000/8 besaß.
Siehe auch: Macintosh-Modelle